# 유수 초상
유수 초상(柳綏 肖像)은 대한민국 경기도 용인시, 경기도박물관에 있는 조선 중기 문신인 유수(柳綏)의 초상화이다. 1993년 11월 5일 대한민국의 보물 제1176호로 지정되었다.

## 개요
조선 중기 문신인 유수(柳綏)의 초상화로 크기는 가로 88cm, 세로 165.5cm이다. 유수는 경종 1년(1721)에 문과에 급제하여 통정대부에 올랐다.
이 초상화는 의자에 앉아 오른쪽을 바라보는 전신상으로, 얼굴은 선으로 윤곽을 자연스럽게 묘사하여 온화한 성품을 표현하였다. 관리들이 쓰는 모자는 높게 만들어 당시의 모자 형태를 반영하였고 청록색 관복에 한 마리 학문양의 흉배와 허리띠는 당시의 지위를 나타내준다. 의자에 깔린 호랑이 가죽, 발 받침대 위의 돗자리문양 등에서 영조(재위 1724∼1776) 때 초상화의 양식적 특징을 볼 수 있다.
이 초상화는 영조 2년(1726)에 궁중화가였던 진재해(秦再奚)가 그린 그림으로 초상화를 보관하는 함과 함께 전해진다. 제작연대가 확실할 뿐만 아니라 궁중화가인 진재해가 그려 18세기 초상화 화풍을 훌륭하게 표현한 것으로 주목할만한 작품이다.

## 참고 자료
- 유수 초상 - 국가유산청 국가유산포털